# Dezoksiadenozin-trifosfat
Dezoksiadenozin trifosfat (dATP) je nukleotidni prekurzor koji ćelije koriste za DNK sintezu. dATP je derivat nukleinske kiseline ATP (adenozin-trifosfat), u kome je -OH (hidroksilna) grupa na 2' ugljeniku nukleotidne pentoze bila odstranjena (stoga deoksi- deo imena).

## Literatura
- Даринка Кораћевић; Гордана Бјелаковић; Видосава Ђорђевић. Биохемија. савремена администрација. ISBN 978-86-387-0622-8.

## Spoljašnje veze
- Deoxyadenosine+triphosphate на 
- KEGG rekord o dATP